# Courbehaye
Courbehaye és un municipi francès, situat al departament de l'Eure i Loir i a la regió de Centre – Vall del Loira. L'any 2007 tenia 119 habitants.

## Demografia

### Població
El 2007 la població de fet de Courbehaye era de 119 persones. Hi havia 48 famílies, de les quals 16 eren unipersonals (12 homes vivint sols i 4 dones vivint soles), 12 parelles sense fills, 16 parelles amb fills i 4 famílies monoparentals amb fills.
La població ha evolucionat segons el següent gràfic:
Habitants censats

### Habitatges
El 2007 hi havia 86 habitatges, 51 eren l'habitatge principal de la família, 27 eren segones residències i 8 estaven desocupats. Tots els 82 habitatges eren cases. Dels 51 habitatges principals, 40 estaven ocupats pels seus propietaris, 10 estaven llogats i ocupats pels llogaters i 1 estava cedit a títol gratuït; 1 tenia una cambra, 3 en tenien dues, 9 en tenien tres, 11 en tenien quatre i 27 en tenien cinc o més. 47 habitatges disposaven pel capbaix d'una plaça de pàrquing. A 22 habitatges hi havia un automòbil i a 22 n'hi havia dos o més.

### Piràmide de població
La piràmide de població per edats i sexe el 2009 era:
| Homes | Edats   | Dones |
| ----- | ------- | ----- |
| 0     | 95 o +  | 0     |
| 0     | 90 a 94 | 0     |
| 4     | 85 a 89 | 0     |
| 0     | 80 a 84 | 4     |
| 4     | 75 a 79 | 0     |
| 8     | 70 a 74 | 8     |
| 0     | 65 a 69 | 4     |
| 8     | 60 a 64 | 0     |
| 8     | 55 a 59 | 4     |
| 4     | 50 a 54 | 0     |
| 4     | 45 a 49 | 4     |
| 4     | 40 a 44 | 8     |
| 0     | 35 a 39 | 4     |
| 4     | 30 a 34 | 0     |
| 4     | 25 a 29 | 4     |
| 4     | 20 a 24 | 4     |
| 0     | 15 a 19 | 8     |
| 4     | 10 a 14 | 0     |
| 0     | 5 a 9   | 8     |
| 8     | 0 a 4   | 4     |

## Economia
El 2007 la població en edat de treballar era de 66 persones, 49 eren actives i 17 eren inactives. De les 49 persones actives 46 estaven ocupades (30 homes i 16 dones) i 3 estaven aturades (1 home i 2 dones). De les 17 persones inactives 6 estaven jubilades, 3 estaven estudiant i 8 estaven classificades com a «altres inactius».

### Ingressos
El 2009 a Courbehaye hi havia 52 unitats fiscals que integraven 133 persones, la mediana anual d'ingressos fiscals per persona era de 19.969 €.

### Activitats econòmiques
Dels 2 establiments que hi havia el 2007, 1 era d'una empresa extractiva i 1 d'una empresa de serveis.
L'any 2000 a Courbehaye hi havia 19 explotacions agrícoles que ocupaven un total de 1.665 hectàrees.

## Poblacions més properes
El següent diagrama mostra les poblacions més properes.